# Herman Gesellius
Herman Ernst Henrik Gesellius (Hèlsinki, 16 de gener de 1874 - Kirkkonummi, 24 de març de 1916) fou un arquitecte finlandès.